# Washington Luís Pereira de Sousa
Washington Luís Pereira de Sousa (Macaé, 26 d'octubre de 1869 — São Paulo, 4 d'agost de 1957) va ser un historiador i polític brasiler, desè primer president de l'estat de São Paulo, tretzè president de Brasil i últim president de la República Velha.
Va ser destituït el 24 d'octubre de 1930, vint-i-un dies abans de la finalització del mandat, per forces polític-militars comandadas per Getúlio Vargas, en la denominada Revolució de 1930 i va marxar a l'exili a Europa i als Estats Units, retornant a Brasil disset anys més tard en 1947.
El seu sobrenom era Paulista de Macaé, doncs, encara que nascut en l'estat de Rio de Janeiro, la seva biografia va ser tota feta a São Paulo.